# Ultraleichtfluggelände Mohorn

i7
i11
i13
Das Ultraleichtfluggelände Mohorn liegt im Ortsteil Mohorn der Stadt Wilsdruff im Landkreis Sächsische Schweiz-Osterzgebirge in Sachsen. Der Platzhalter und Betreiber ist die Ultraleicht Airsport GmbH Freital.

## Lage
Das Ultraleichtfluggelände liegt etwa 8,5 km südwestlich von Wilsdruff.

## Flugbetrieb
Das Ultraleichtfluggelände besitzt eine Betriebsgenehmigung für Ultraleichtflugzeuge und Hängegleiter. Es ist mit einer 340 m langen und 20 m breiten Start- und Landebahn aus Gras (Richtung 04/22) ausgestattet. Es dient dem Betrieb mit Luftfahrzeugen des Platzhalters sowie Dritter mit vorheriger Zustimmung des Platzhalters (PPR). Es dient insbesondere der Ausübung luftsportlicher Tätigkeiten des Platzhalters sowie dem Schul- und Ausbildungsbetrieb.

## Geschichte
Das Ultraleichtfluggelände Mohorn wurde am 22. Juli 1996 genehmigt.

## Zwischenfälle
- Am 17. September 2012 stürzte ein 22-jähriger Pilot mit einem Ultraleichtflugzeug des Typs Storch 582 kurz nach dem Start etwa 4,4 Kilometer südwestlich des Ultraleichtfluggeländes auf einen Acker. Sein Passagier und er starben, das Ultraleichtflugzeug wurde komplett zerstört und brannte aus.[3] Die Ursache blieb ungeklärt. Der Absturz ereignete sich in unmittelbarer Nähe des Niederschönaer Fliegerdenkmals, das an einen Absturz vom 21. September 1912 erinnert. Eine Veranstaltung zum 100. Jahrestag dieses Absturzes wurde daraufhin abgesagt.
- Am 31. Juli 2022 führte ein 64-jähriger Pilot mit einem Ultraleichtflugzeug des Typs Fantasy Allegro 2000 einen Landeanflug auf das Ultraleichtfluggelände Mohorn durch. Aufgrund von Turbulenzen kam er von der Landebahn ab. Es kam zu einer Bruchlandung auf einer nahegelegenen Landstraße, die zum Flugplatz führt. Der Pilot und seine 13-jährige Passagierin wurden schwer verletzt. Das Ultraleichtflugzeug wurde komplett zerstört.[4][5]